# Robert von Zedlitz-Trützschler

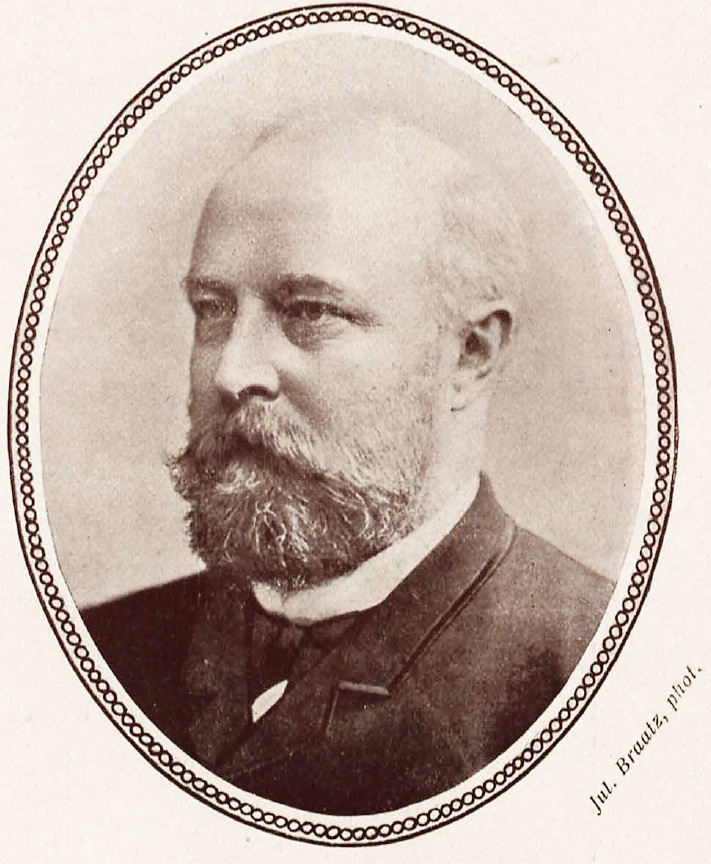
Robert von Zedlitz-Trützschler, 1903. Foto von Julius Braatz.

Graf Karl Eduard Robert von Zedlitz und Trützschler (* 8. Dezember 1837 in Freienwalde; † 21. Oktober 1914 in Berlin) war ein deutscher Beamter in Preußen und 1891/92 Kultusminister.

## Herkunft
Seine Eltern waren der Regierungspräsident Carl Graf von Zedlitz-Trützschler (1800–1880) und dessen erste Ehefrau Ulrike, geborene Freiin von Vernezobre de Laurieux (* 24. Dezember 1803; † 9. Juni 1843).

## Leben
Zedlitz war zunächst zwischen 1856 und 1862 Offizier im Regiment der Gardes du Corps der Preußischen Armee. Nach seinem Ausscheiden bewirtschaftete er das Familiengut Niedergroßenbohrau in Schlesien. Im Deutschen Krieg 1866 trat er als Freiwilliger wieder in die Armee ein und war Adjutant im Stab der 11. Kavallerie-Brigade der 2. Armee. Während des Deutsch-Französischen Krieges war er Adjutant des Generalkommandos der immobilen Gardetruppen.
Danach entfaltete er eine rege Tätigkeit in der schlesischen Kreis- und Provinzialverwaltung und im landwirtschaftlichen Vereinsleben Schlesiens; er wurde Mitglied des Landesökonomiekollegiums und des Deutschen Landwirtschaftsrats, Vertreter des Landeshauptmanns von Schlesien und – zwischen 1879 und 1881 – Vorsitzender des Provinzialausschusses in Schlesien. Danach war er Regierungspräsident in Oppeln und seit 1884 Mitglied des Staatsrates. Im Jahr 1886 wurde er Oberpräsident der Provinz Posen. Außerdem war er Vorsitzender der Ansiedlungskommission für die Provinzen Posen und Westpreußen.
Im Jahr 1891 wurde er preußischer Kultusminister. In dieser Funktion legte er ein neues Volksschulgesetz vor. Dieses war ausgesprochen christlich-konservativ geprägt. Er wollte Religion als höchstes Bildungsziel und die Kirchen als wichtigste Bildungsinstitutionen festschreiben. Die Schulvorstände sollten konfessionalisiert, Kinder von Dissidenten gezwungen werden, am Religionsunterricht teilzunehmen.
Die Kirchen sollten über den Inhalt des Religionsunterrichts entscheiden können. Politisch wollte er dieses durchsetzen mit Hilfe der Konservativen und des Zentrums. Dahinter steckte die Absicht des Reichskanzlers und preußischen Ministerpräsidenten Leo von Caprivi, das Zentrum an die Regierung zu binden. Die Folge war allerdings ein öffentlicher Sturm des Protestes aus dem liberalen bis gemäßigten konservativen, meist protestantischen Bürgertum, wie es ihn seit der Reichsgründung noch nie gegeben hatte. Der Protest zeigte Wirkung. Zunächst distanzierte sich der nationalliberale Finanzminister Johannes von Miquel und schließlich auch Wilhelm II. von Zedlitz’ Entwurf. Dieser trat daraufhin zurück. Caprivi büßte das Amt des preußischen Ministerpräsidenten ein.
Im Dezember 1898 wurde Zedlitz Oberpräsident der Provinz Hessen-Nassau und von 1903 bis 1909 Oberpräsident von Schlesien. Ab 1909 war er Mitglied der Immediatskommission zur Verwaltungsreform. Im Jahr 1913 wurde er dessen stellvertretender Vorsitzender. Seit 1910 gehörte Zedlitz dem Preußischen Herrenhaus an. In Anerkennung seiner langjährigen Verdienste hatte ihn Wilhelm II. am 6. September 1906 zum Ritter des Ordens vom Schwarzen Adler geschlagen.

## Familie
Er heiratete am 24. Oktober 1862 Agnes Emilie von Rohr (* 25. März 1840; † 16. Dezember 1928) aus dem Haus von Rohr-Levetzow (Güter Dannenwalde/Leddin), Tochter des Friedrich von Rohr-Levetzow und dessen zweiter Ehefrau Emilie von Kröcher-Babe. Das Paar hatte mehrere Kinder:
- Karl Konstantin Friedrich Eduard Robert (1863–1942), Verwaltungsbeamter und Autor ⚭ 1899 Olga Bürgers (* 1. Oktober 1876; † 24. März 1969)
- Elisabeth Ulrike Emilie (* 7. November 1864; † 13. April 1924)
- Ehrengard Ruth (1867–1945) ⚭ 1886 Jürgen Christoph von Kleist-Retzow (1854–1897), Landrat
- Marie Agnes (* 1. Februar 1869) ⚭ 1891 Hermann von Tresckow (1849–1933), General der Kavallerie
- Karl Otto Stephan (* 28. März 1871; † 15. März 1951) ⚭ 1902 Helene von Rohr (* 17. Dezember 1882; † 10. Januar 1981)
- Ehrengard Ulrike Emilie (* 24. Mai 1877; † April 1945) ⚭ 1908 Karl von Rohr-Levetzow auf Leddin (* 11. Juli 1878; † April 1945 / beide von der SS erschossen in Wehrkirch b. Horka)[5]